# The Syndicate
The Syndicate es una serie británica que comenzó sus transmisiones del 27 de marzo del 2012 por medio de la cadena BBC One. La serie fue creada por Kay Mellor.
La serie ha contado con la participación invitada de actores como Michael Elwyn, Judy Parfitt, Kai Owen, Philip Bretherton, William Hope, Lorraine Ashbourne, Michael Stevenson, Tom Brittney, Sarah Jayne Dunn, Andrew Hawley, entre otros...
En agosto del 2013 la cadena BBC One anunció que la serie tendría una tercera temporada la cual fue estrenada en el 2015.
En julio de 2018, la cadena pública valenciana À Punt estrenó la serie doblada al valenciano

## Historia
Durante la primera temporada la serie se centró en 5 miembros de un sindicato de apuestas y empleados del supermercado "Right Buy U" en Leeds cuyas vidas cambian después de que ganan la lotería en conjunto. Durante la segunda temporada la serie se centra en un personal del hospital "St Anthony" en Bradford. Mientras que en la tercera temporada se centra en la casa "Hazelwood Manor", una vez casa de hospedaje impresionante que actualmente se encuentra en mal estado cerca de Scarborough.

## Personajes

### Personajes principales
| Actor                | Personaje         | Ocupación                                      | Episodios | Duración        |
| -------------------- | ----------------- | ---------------------------------------------- | --------- | --------------- |
| Elizabeth Berrington | Dawn Stevenson    | Limpiadora de "Hazelwood Manor"                | 6         | 2015 - presente |
| Lenny Henry          | Godfrey Watson    | Jardinero de "Hazelwood Manor"                 | 6         | 2015 - presente |
| Melanie Hill         | Julie Travers     | Cocinera de "Hazelwood Manor"                  | 6         | 2015 - presente |
| Cara Theobold        | Sarah Travers     | Ama de Llaves de "Hazelwood Manor"             | 6         | 2015 - presente |
| Richard Rankin       | Sean McGary       | Personal de Mantenimiento de "Hazelwood Manor" | 6         | 2015 - presente |
| Anthony Andrews      | Lord Hazelwood    | Dueño de "Hazelwood Manor"                     | 6         | 2015 - presente |
| Alice Krige          | Lady Hazelwood    | -                                              | 6         | 2015 - presente |
| Sam Phillips         | Spencer Cavendish | -                                              | 6         | 2015 - presente |

### Personajes recurrentes
| Actor          | Personaje      | Ocupación            | Episodios | Duración        |
| -------------- | -------------- | -------------------- | --------- | --------------- |
| Lorraine Bruce | Denise Simpson | -                    | 12        | 2012 - presente |
| Daisy Head     | Amy Stevenson  | -                    | 6         | 2015 - presente |
| Kieran O'Brien | Andy Stevenson | -                    | 6         | 2015 - presente |
| Polly Walker   | Baker          | Detective Inspectora | 5         | 2015 - presente |
| Joel Morris    | Houghton       | Detective Sargento   | 5         | 2015 - presente |
| Tom Brittney   | Tyler Mitchell | -                    | 3         | 2015 - presente |

### Antiguos personajes principales
| Actor            | Personaje      | Ocupación                                                | Episodios | Duración |
| ---------------- | -------------- | -------------------------------------------------------- | --------- | -------- |
| Mark Addy        | Alan Walters   | Portero del Hospital "St Anthony’s"                      | 6         | 2013     |
| Jimi Mistry      | Tom Bedford    | Enfermero del Hospital "St Anthony’s"                    | 6         | 2013     |
| Natalie Gavin    | Becky Atkinson | Asistente de Atención Médica del Hospital "St Anthony’s" | 6         | 2013     |
| Siobhan Finneran | Mandy Atkinson | Enfermera del Hospital "St Anthony’s"                    | 6         | 2013     |
| Alison Steadman  | Rose Wilson    | Auxiliar de Enfermería del Hospital "St Anthony’s"       | 6         | 2013     |
| Matthew McNulty  | Stuart Bradley | Asistente de Gerencia de "Right Buy U"                   | 5         | 2012     |
| Matthew Lewis    | Jamie Bradley  | Empleado de "Right Buy U"                                | 5         | 2012     |
| Joanna Page      | Leanne Powell  | Empleada de "Right Buy U"                                | 5         | 2012     |
| Timothy Spall    | Bob Davies     | Gerente de "Meanwood Branch"                             | 4         | 2012     |

### Antiguos personajes recurrentes
| Actor                | Personaje      | Ocupación           | Episodios | Duración |
| -------------------- | -------------- | ------------------- | --------- | -------- |
| Sally Rogers         | Helen          | -                   | 6         | 2013     |
| Steven Waddington    | Steve Atkinson | Esposo de Mandy     | 6         | 2013     |
| Karl Davies          | Luke           | -                   | 6         | 2013     |
| Christian Contreras  | Andy Faraday   | -                   | 5         | 2012     |
| Lily Pickering       | Stacey         | -                   | 5         | 2012     |
| John-Paul Hurley     | Newall         | Detective Inspector | 5         | 2012     |
| Clare Higgins        | Joyce          | -                   | 5         | 2012     |
| Alan Bentley         | -              | Enfermero           | 5         | 2012     |
| Amy Beth Hayes       | Amy            | -                   | 5         | 2012     |
| Katherine Dow Blyton | Annie          | -                   | 4         | 2012     |
| Jonathan Ryland      | Rodney         | -                   | 4         | 2012     |
| Amelia Curtis        | Natalie        | -                   | 4         | 2013     |
| Roma Christensen     | Reah           | -                   | 4         | 2013     |

## Episodios[6]
- La primera temporada estuvo conformada por 5 episodios.
- La segunda y tercera temporada estuvieron conformadas por 6 episodios.

## Producción
La serie fue creada y escrita por Kay Mellor y cuenta con la participación en la dirección de Kay Mellor, Dominic Leclerc y Syd Macartney, también con los productores Yvonne Francas y Brett Wilson y en la producción ejecutiva de Polly Hill y Nicola Shindler, con el apoyo de la compañía productora "Rollem Productions".
La música de apertura de la serie es "All or Nothing" de "Scars on 45" (en un cover de "Small Faces").
La serie es filmada en Yorkshire, Inglaterra.

### Adaptaciones
El 1 de febrero del 2013 se anunció que la ABC había ordenado un episodio piloto para la nueva versión americana de la serie titulada "Lucky 7", la serie fue escrita por David Zabel y Jason Richman, sin embargo la serie fue cancelada el 4 de octubre del mismo año después de transmitir sólo dos episodios debido al bajo rating.